# Hoya vitellina
Hoya vitellina ist eine Pflanzenart der Gattung der Wachsblumen (Hoya) aus der Unterfamilie der Seidenpflanzengewächse (Asclepiadoideae).

## Merkmale
Hoya vitellina ist eine ausdauernde Pflanze mit kräftigen, windenden Trieben, die im Alter mehr oder weniger stark verholzen. Die Blätter sind gestielt, die Stiele sind aschgrau, und 2,5 bis 4,5 cm lang und 0,7 cm dick. Die Blattspreiten sind eiförmig-lanzettlich, verkehrteiförmig oder länglich, 17 bis 22 cm lang und 7 bis 8 cm breit und dick fleischig. Die Basis ist stumpf oder leicht keilförmig, der Apex spitz oder abrupt lang zugespitzt. Die kahlen Blätter sind grün, die Ränder sind etwas dunkler. Die Blattnervatur ist deutlich erkennbar.
Der gestielte Blütenstand ist vielblütig. Der Blütenstandsstiel ist 3,5 bis 4,5 cm lang und 0,25 cm dick. Er ist spärlich mit winzige flaumigen Haaren bedeckt. Die dünnen Blütenstiele sind 2 cm lang und ebenfalls mit winzigen flaumigen Haaren besetzt. Die Kelchblätter sind eiförmig, 1 mm lang und spitz zulaufend. Auch sie sind mit kleinen flaumigen Haaren bedeckt. Die Blütenkrone ist sternförmig ausgebreitet und misst 1,2 bis 1,3 cm im Durchmesser.  Sie ist gelblich braun, gelblich grün oder blassrosa gefärbt und kahl. Die Kronblattzipfel sind eiförmig, 5 mm lang und an der Basis 5 mm breit. Sie sind lang zugespitzt und apikal zurück gebogen. Die Zipfel der Nebenkrone sind schmal eiförmig und 3,5 mm lang. Der äußere Fortsatz ist schmal spitz und dunkler als die Zipfel. Der innere Fortsatz ist spitz und aufsteigend.

## Geographische Verbreitung und Habitat
Das Verbreitungsgebiet der Art ist Malaysia sowie Kalimantan und Java, Indonesien. Der Lebensraum sind tropische Regenwälder.

## Taxonomie
Das Taxon wurde von Carl Ludwig von Blume 1849 vorgeschlagen. Das Typusexemplar stammte von Java. Der Lectotypus, von Rodda (2017) festgelegte, wird im Nationalen Herbarium der Niederlande (Naturalis) unter der Nr.L0004346 aufbewahrt.
Von Hoffmann et al. (2002) wurde Hoya fuscomarginata noch als eigenständiges Taxon aufgefasst. Die Art wird nun als Synonym von Hoya vitellina betrachtet.
Hoya fuscomarginata wurde 1910 von Nicholas Edward Brown nach einem Exemplar im National Botanic Gardens of Ireland erstmals beschrieben. Der damalige Leiter des Gartens Mr. F. W. Moore hatte das Exemplar von einem Händler in Brüssel gekauft, der angab, dass das Exemplar zusammen mit Orchideen aus British Guyana importiert worden sei. Dies ist definitiv falsch, denn in Südamerika kommen keine Hoya-Arten vor. Der Aufbewahrungsort des Herbarbelegs ist das Herbarium von Kew Gardens (K000449169).